# Liste der Monuments historiques in Jouy-le-Moutier
Die Liste der Monuments historiques in Jouy-le-Moutier führt die Monuments historiques in der französischen Gemeinde Jouy-le-Moutier auf.

## Liste der Bauwerke
| Bezeichnung                      | Beschreibung | Standort          | Kennzeichnung | Schutzstatus | Datum | Bild           |
| -------------------------------- | ------------ | ----------------- | ------------- | ------------ | ----- | -------------- |
| Kirche Notre-Dame-de-la-Nativité |              | Grande-Rue (Lage) | PA00080098    | Classé       | 1912  | weitere Bilder |
| Menhir Grande Pierre             |              | (Lage)            | PA00080099    | Classé       | 1976  | weitere Bilder |

## Liste der Objekte

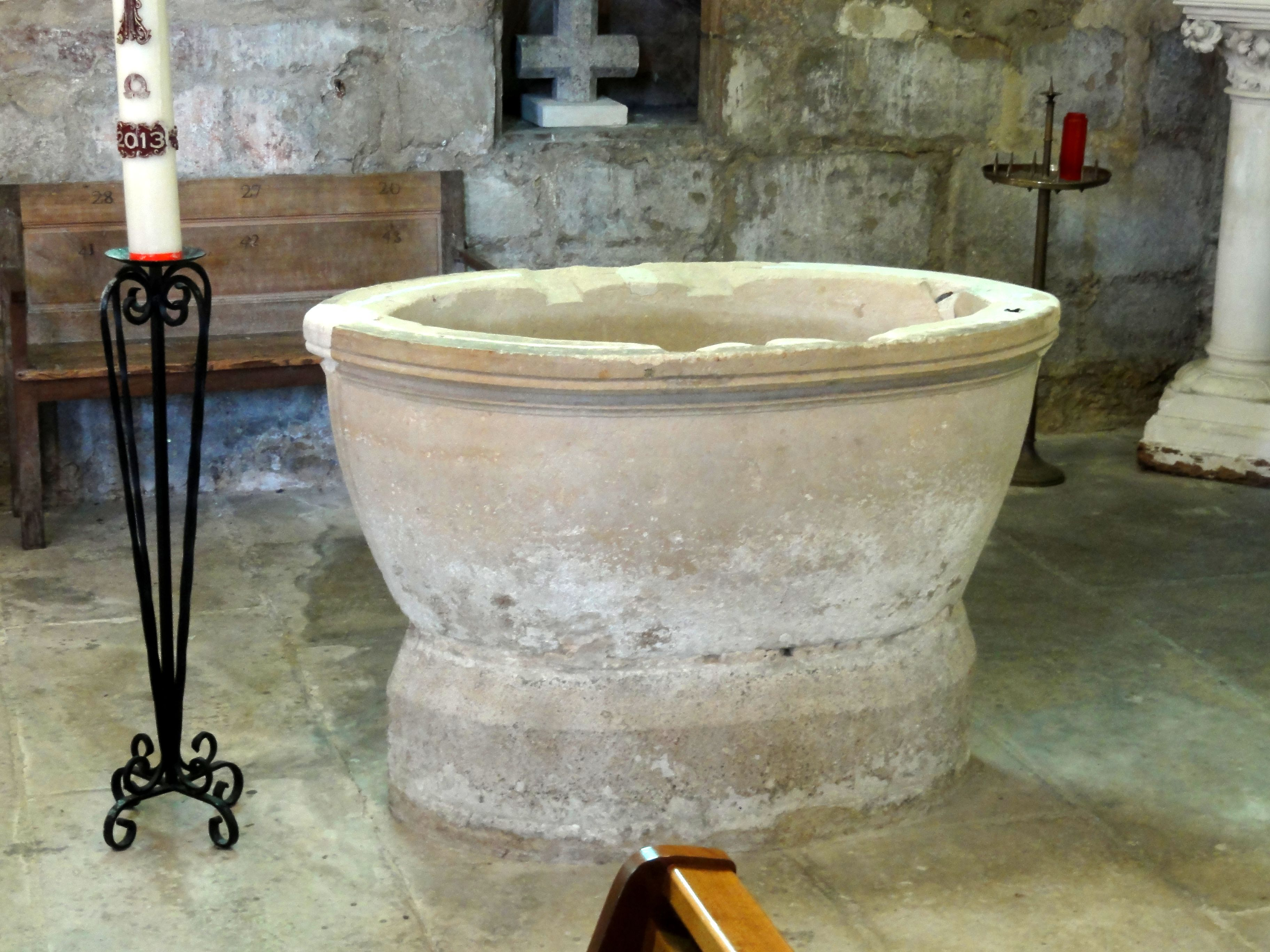
Taufbecken (13. Jahrhundert) in der Kirche Notre-Dame-de-la-Nativité

- Monuments historiques (Objekte) in Jouy-le-Moutier in der Base Palissy des französischen Kultusministeriums